# Erythrolamprus sagittifer
Erythrolamprus sagittifer — вид змій родини полозових (Colubridae). Мешкає в Південній Америці.

## Підвиди
Виділяють два підвиди:
- Erythrolamprus sagittifer modestus (Koslowsky, 1896) — південь Болівії, захід Парагваю, північний захід і центр Аргентини;
- Erythrolamprus sagittifer sagittifer (Jan, 1863) — Аргентина (від півдня провінції Чубут до Тукумана).

## Поширення і екологія
Erythrolamprus sagittifer мешкають в Болівії, Парагваї і Аргентини. Вони живуть на луках. Живляться ящірками і земноводними. Відкладають яйця.